# Виртуелизација на нивоу оперативног система
Виртуелизација на нивоу оперативног система односи се на примере где је могуће да језгро оперативног система дозвољава више изолованих инстанци корисничког простора. Такви примери су контејнери (попут Docker-a), зоне (Solaris), виртуелни приватни сервери (OpenVZ), партиције, виртуелна окружења, виртуелна језгра (DragonFly BSD) или затвори (FreeBSD затвор или chroot затвор)  и они могу изгледати као прави рачунари са становишта програма који се покрећу у њима.
Рачунарски програм који се покреће на обичном оперативном систему може да види све ресурсе (повезане уређаје, датотеке, снагу процесора, хардверске могућности) тог рачунара. Међутим, програми који се изводе унутар контејнера могу видети само садржај и уређаје који су додељени том контејнеру.
Виртуелизација на нивоу оперативног система се обично користи у окружењима виртуелног хостинга, где је корисна за сигурно додељивање хардверски ресурсима међу великим бројем корисника. Системски администратори га такође могу користити и за консолидацију серверског хардвера тако што ће физичке сервере који су обављали неки посао контејнеризовати и вртити на једном физичком серверу.
Оваква виртуелизација је обично мање захтевна од потпуне виртуелизације, али није флексибилна као што је случај са пуном виртуелизацијом, као што су VMware и Hyper-V.